# Сноуборд (спортивный инвентарь)

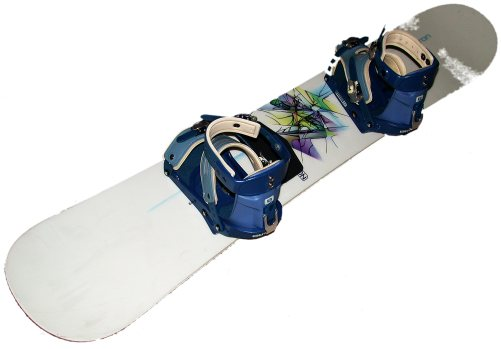
Сноуборд с мягкими креплениями

Сноубо́рд (англ. snowboard, букв. «снежная доска») — спортивный снаряд, предназначенный для спуска с заснеженных склонов и гор, или для катания по песку, или по различным специальным пластиковым склонам. Сноуборд представляет собой многослойную конструкцию (в форме доски с загнутыми торцами, со среднестатистической длиной 140—165 см и шириной примерно с длину ступни райдера) с металлическим кантом по периметру нижней части и креплениями (обычно продаются отдельно) для ног. От монолыж сноуборд отличает стойка райдера: на сноуборде ступни направлены (в той или иной степени) поперёк доски, в монолыже — вдоль. Также необходимым оборудованием для сноубордов являются сноубордические ботинки.

## История
Первым современным подобием сноуборда был снёрфер (snurfer — слово, составленное из двух других — snow («снег») и surf — «сёрф»), придуманный и изготовленный Шерманом Поппеном для дочери в 1965 году в городе Мускегон в североамериканском штате Мичиган. Он склеил две лыжи в одно целое. Уже в следующем году было начато производство снёрфера в качестве детской игрушки. По конструкции он был очень близок к скейтбордовой деке, только без колёс. Снёрфер не имел креплений, и чтобы удержаться на снаряде, катающийся должен был держаться за верёвку, привязанную к носу; кроме этого, инструкция рекомендовала использовать для катания нескользящую обувь. На протяжении 1970-х и 80-х шёл рост популярности этого вида спорта, и ряд выдающихся энтузиастов, таких как Димитрий Милович, Джейк Бёртон (основатель компании Burton Snowboards), Том Симс (основатель компании Sims Snowboards) и Майк Олсон (основатель компании Mervin Manufacturing) внесли большой вклад в совершенствование снаряжения, что и определило современный вид сноуборда.
Димитрий Милович, сёрфер с восточного побережья США, вдохновившись спуском с горы на кофейном подносе, в 1972 году основал компанию Winterstick по выпуску сноубордов, которая уже через 3 года удостоилась упоминания в журнале Newsweek. Доски Winterstick наследовали конструкционные принципы от сёрфа и лыж. Весной 1976 года двое скейтбордистов из Уэльса, Джон Робертс и Пит Мэттьюс изготовили фанерную доску с креплениями для катания на горнолыжном склоне с искусственным покрытием в своём школьном лагере в местечке Огмор-бай-Си, Уэльс, Великобритания. Однако дальнейшей разработке препятствовало то, что при катании Мэттьюс получил серьёзную травму и доступ к склону был закрыт. Снаряд, изобретённый Джоном и Питом был гораздо короче, чем современные сноуборды; скользящая часть доски была закруглена со всех сторон, что ухудшало её маневренность.
В 1979 году, неподалёку от города Гранд Рапидс, штат Мичиган, был проведён первый в истории Мировой чемпионат по снёрфингу. В этих соревнованиях участвовал и Джейк Бёртон, который усовершенствовал снёрф, добавив крепления для ног. Многие протестовали против участия Джейка по причине того, что его снаряд отличался от оригинального, однако Пол Грейвс, лучший из снёрфингистов того времени, совместно с другими райдерами, попросил разрешить выступление. В результате был создан отдельный конкурс, в котором Бёртон и победил, будучи единственным участником. Данный чемпионат теперь принято считать первыми в истории соревнованиями по сноуборду, как самостоятельной дисциплины.
В 1982 году в местечке Суисайд Сикс (недалеко от города Вудсток, штат Вермонт) были проведены первые общенациональные соревнования США по слалому.
В 1983 году, на Сода Спрингс, штат Калифорния, состоялся первый чемпионат мира по хафпайпу. Организатором выступили Том Симс и Майк Чантри, местный сноуборд-инструктор.
Рост популярности сноуборда привёл к официальному признанию его как спорта: в 1985 году на австрийском горнолыжном курорте Цюрс состоялся первый Мировой кубок. Годом ранее, для разработки общих правил соревнований и организации их проведения была создана Международная ассоциация сноуборда (ISA). Современные соревнования по сноуборду высшего уровня, такие как Олимпийские игры, X-Games, US Open и другие транслируются телевидением по всему миру; многие горнолыжные курорты создают парки — специальные сооружения из снега для трюкового катания на сноуборде (и лыжах). Сноубординг развился даже в тех странах, где почти не выпадает снег, например, в Австралии.
Первые сноуборды не отличались хорошей управляемостью, что привело к запрету их использования на многих горнолыжных курортах того времени. По этой причине долгие годы существовала взаимная неприязнь между горнолыжниками и сноубордистами. К 1985 году только 7 % курортов в США допускали сноубордистов на свои склоны, примерно столько же в Европе. Вместе с тем, как шло совершенствование оборудования и техники катания, эта цифра увеличивалась. К 1990 году большинство крупных курортов обзавелись отдельным склоном для катания на сноуборде. На сегодняшний день примерно 97 % курортов Северной Америки и Европы разрешают катание на сноуборде, и примерно половина из них строит у себя парки и хафпайпы.
В Советский Союз первый сноуборд был привезен известным футбольным комментатором Владимиром Маслаченко. Будучи большим любителем горнолыжного спорта, возвращаясь с Олимпиады в Калгари в 1988 году Маслаченко привез в Москву новое модное увлечение — сноуборд. Сразу же с «фирменной» доски умельцами была сделана матрица и изготовлены точные копии.
Самое большое количество сноубордистов — около 6,6 миллиона — было зафиксировано в 2004 году. К 2008 это число сократилось до 5,1 млн из-за малоснежных зим и так называемого «возвращения лыж» — процесса, особенно характерного для Европы. Средний возраст сноубордистов от 18 до 24 лет; женщины составляют около 25 % от общего числа.

## Типы сноубордов
По назначению доски классифицируют на четыре основных (не считая промежуточных и экзотических) типа:

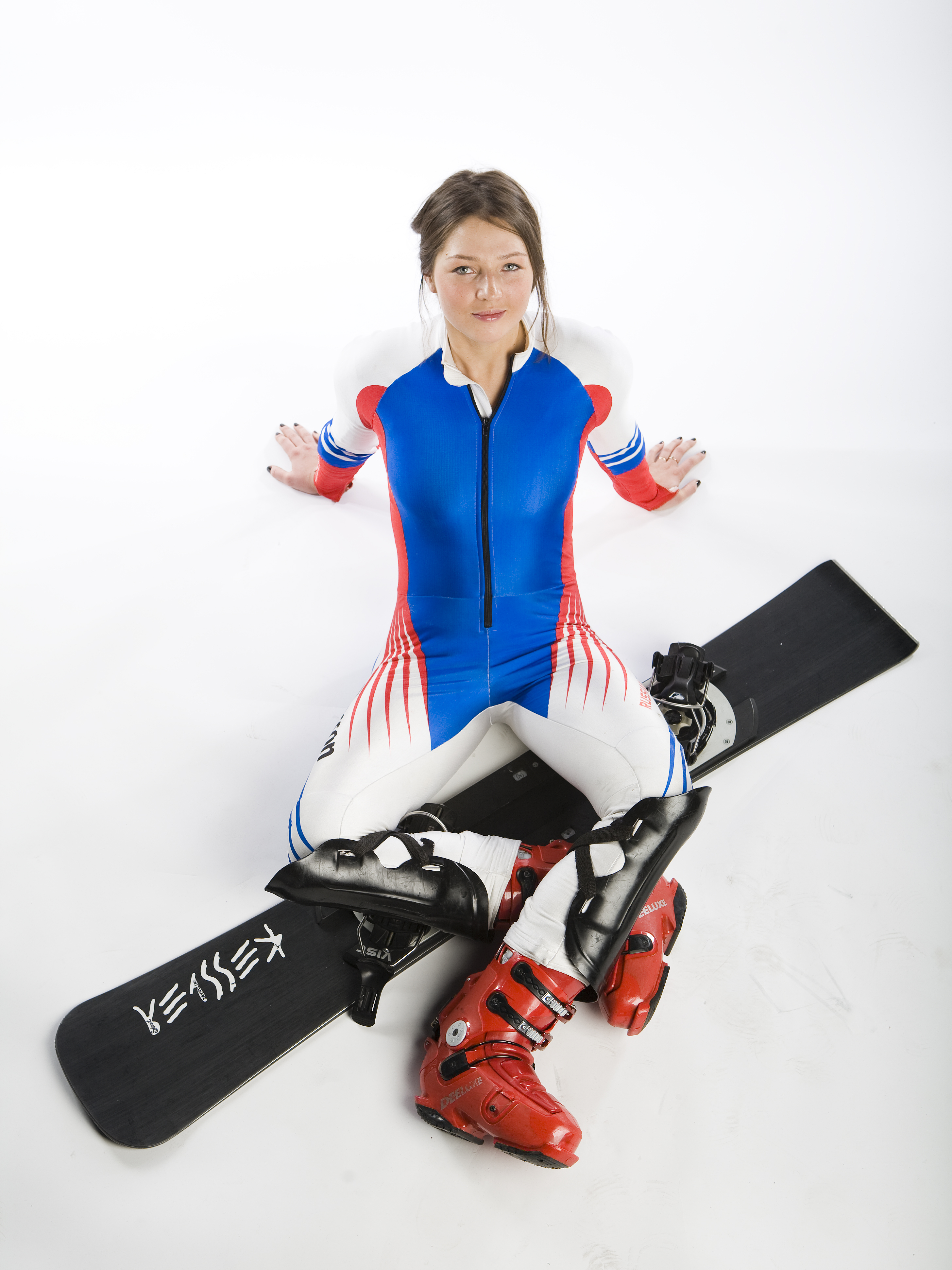
Заварзина Алёна — российская сноубордистка с жёстким сноубордическим комплектом

- Заварзина Алёна — российская сноубордистка с жёстким сноубордическим комплектомЖесткие (Alpine). Направленные, длинные и узкие доски с явно выраженным носом и хвостом. Используются только с жёсткими креплениями и жёсткими (пластиковыми) ботинками. Предназначены как для спортивных дисциплин (параллельный слалом, параллельный гигантский слалом), так и для карвинга (фрикарвинга). Доски этого типа предназначены для высоких скоростей, чётче и резче реагируют на управляющие движения, требуют специальной техники катания и физической подготовки. Слаломные доски для взрослых райдеров имеют ростовки около 160 см и радиусы от 7 до 13 м. Доски для гигантского слалома имеют ростовки около 180 см и радиусы от 11 до 21 м. Сноуборды для карвинга чрезвычайно разнообразны по форме бокового выреза, ростовке и ширине, поскольку выпускаются для большого количества стилевых направлений: бомер, еврокарвинг (экстрим-карвинг), памп, свободный стиль.
- Сноубордкросс. Спортивные доски для участия в дисциплине Бордеркросс. Технологически устроены как Жесткие сноуборды (выпускаются теми же производителями на той же технической базе), но геометрия изменена для использования с мягкими ботинками и креплениями, а радиус бокового выреза подобран для оптимального прохождения кроссовой трассы. Допустимо использование с жестким сетапом. Часто используются для «софт-карвинга» и как переходный этап к жесткому сноубордингу.
- Фрирайд. Направленные доски для катания в целине. Как правило имеют значительную длину, широкий нос и смещённые к хвосту закладные. Доски этого типа используются как с мягким, так и с жёстким сетапом. Ярким представителем этого типа досок являются сваллоу-тейлы (англ. swallow-tail, «ласточкин хвост») — длинные доски с широким носом и хвостом, разделённым на две части подобно хвосту ласточки. Данные доски характеризуются увеличенной площадью скольжения, максимальной эффективной длиной кантов и способностью «всплывать» в снегу.
- Мягкие: Наиболее распространённый тип досок. Существует множество разновидностей этого типа, предназначенные для дисциплин: фристайл, джиббинг и универсальные (All-Mountain) для бэк-кантри. Как правило, доски этих типов имеют небольшую длину, слабо выраженную направленность или не имеют направленности (Twin-tip), небольшую (относительно предыдущих категорий) жёсткость. Доски для фристайла могут предназначаться для отдельных его разновидностей: биг-эйра, хафпайпа, сноуборд-парка и т. д.

Для начинающего сноубордиста подойдёт более мягкий сноуборд . Он прощает ошибки при катании — с «мягкой» доской легче научиться кататься. Впрочем, по достижении определённого уровня на такой доске можно «заснуть», и тут волей-неволей захочется более высоких скоростей и крутых виражей.

## Конструкция
- Конструкция сноуборда «сэндвич»:
1. Декоративный слой
2. Стекловолокно
3. Стенки
4. Сердечник
5. Стекловолокно
6. Кант
7. Скользяк
- Конструкция сноуборда «кэп»:
1. Декоративный слой
2. Стекловолокно
3. Сердечник
4. Стекловолокно
5. Кант
6. Скользяк

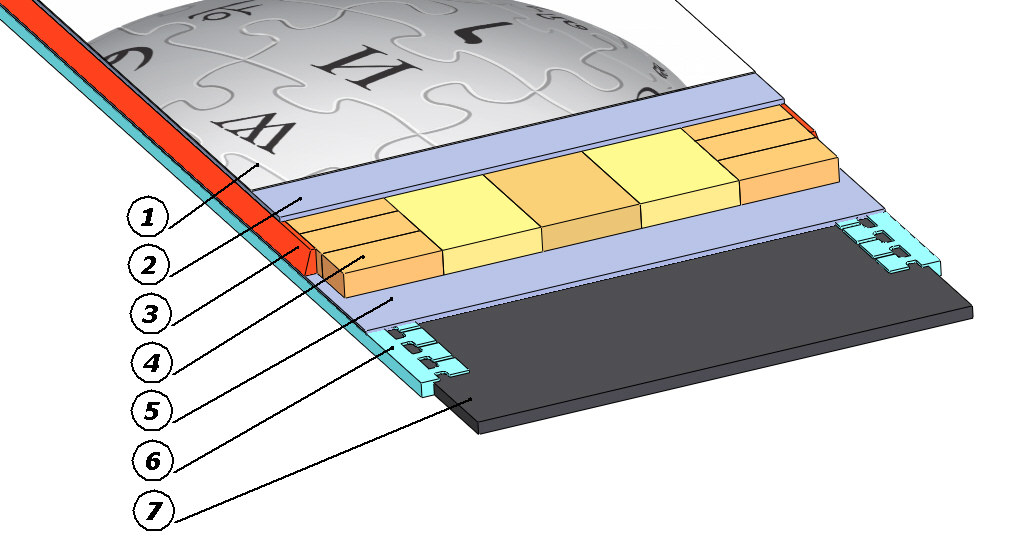
Конструкция сноуборда «сэндвич»: 1. Декоративный слой 2. Стекловолокно 3. Стенки 4. Сердечник 5. Стекловолокно 6. Кант 7. Скользяк
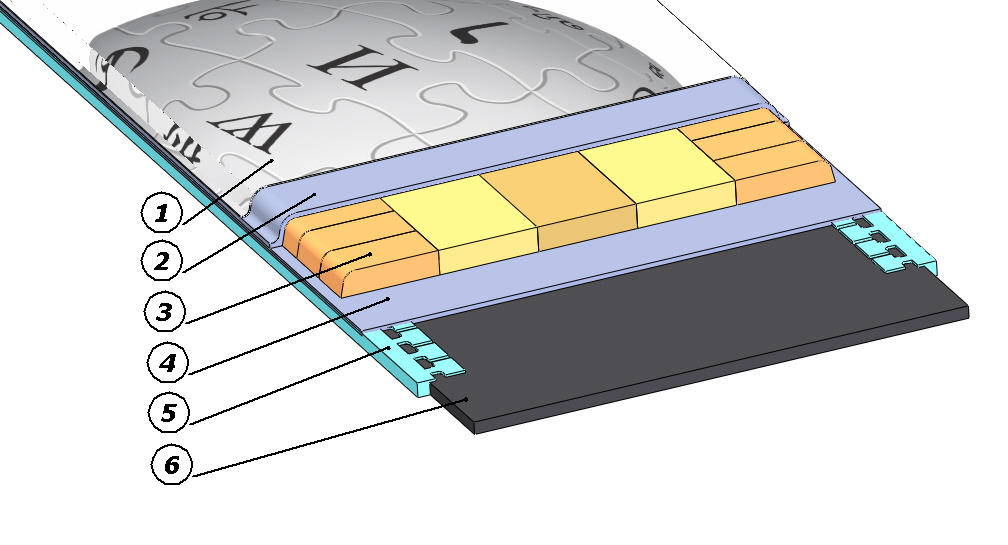
Конструкция сноуборда «кэп»: 1. Декоративный слой 2. Стекловолокно 3. Сердечник 4. Стекловолокно 5. Кант 6. Скользяк

Современный сноуборд — это высокотехнологичное изделие, представляющее сплав технологий и основанное на современных композитных материалах, а потому лёгкое и прочное. Конструкция сноуборда бывает трёх типов:
- Сэндвич (англ. sidewalls — боковые стенки) — представляет собой оклейку сердечника сверху и снизу двумя плоскими слоями стекловолокна, края сердечника закрываются узкой полоской АБС-пластика. Такая конструкция тяжелее, гибче, проще ремонтируется и существенно лучше работает на предельных нагрузках[2][3]. Из-за того, что такая конструкция дороже в изготовлении, изначально она применялась только в топовых горнолыжных снарядах[4].
- Кэп (от англ. cap — колпак) — конфигурация сердечника этого типа достаточно сложная и представляет собой слой стекловолокна в форме буквы П, приклеенный к другому слою отогнутыми ножками. Согнуть такую конструкцию поперёк очень сложно. Благодаря вертикальным стенкам конструкция обладает большей жесткостью, и при этом немного уменьшается вес сноуборда. При максимальных и запредельных нагрузках такая доска не сломается, а расслоится[4]. Конструкция также даёт немного лучшее сцепление, но в современных сноубордах встречается довольно редко[3].
- Гибридная — совмещает в себе «сэндвич» и «кэп». Вариантов таких конструкций много, условно их можно поделить на 3 три основных типа[2]:
  - «сэндвич» по длине рабочей поверхности + «кэп» на носу и хвосте;
  - «кэп» по длине рабочей поверхности + «сэндвич» на носу и хвосте;
  - «сэндвич» по периметру, но в нижней части + «кэп» в верхней части доски.

### Сердечник
Сердечник — основа сноуборда, служит каркасом, на который крепится всё остальное, скрыта внутри. Обычно состоит из дерева, оклеенного слоями (англ. laminated) стекловолокна, иногда с дополнительными усилениями из углепластика и кевлара.
Наиболее распространённой древесиной, применяемой в сердечнике выступают бук и тополь, также используются и другие сорта древесины (например берёза и бамбук). Выделяются три основных способа изготовления деревянной основы:
1. Сплошной — изготовленный из одного куска дерева. Главный недостаток такого сердечника может появится покоробленность. Такие дешевые и лёгкие сердечники используют в досках начального уровня.
2. С вертикальным ламинатом — состоит из продольных реек, склеенных между собой. Волокна реек располагают в противоположном направлении, для предотвращения «скручивания». Для увеличения жесткости на скручивание также могут применяться различные породы дерева, часть реек по краю набора могут расположить не вдоль, а поперёк.
3. С горизонтальным ламинатом — представляет собой фанеру. Для долговечности конструкции слои фанеры гнутся перед склейкой. Недостатком является большой вес. В настоящее время такой способ практически не применяют.

Для достижения желаемых амортизации, отдачи, прочности, жесткости и снижения веса, производители экспериментируют также с другими материалами (алюминием, композиционными материалами, пеной, смолой и т. п.) и их сочетаниями.

### Скользящая поверхность
Скользящая поверхность (база, скользяк) — нижняя часть сноуборда (покрывает основание). Обычно изготавливается из полиэтилена с различными добавками (например графитовыми, графит может добавляться как в спечённую, так и в экструзионную скользящую поверхность). Различают два основных вида скользящих поверхностей:
- Экструдированный (англ. extruded) — получают путём выдавливания и проката между двумя валиками расплавленной полиэтиленовой массы. Прочность и скоростные характеристики хуже, но зато стоимость ниже и простота ремонта выше. Также хуже пропитывается парафином, но при этом лучше сохраняет свои свойства без него.
- Спечённый (англ. sintered) — получаются путём «спекания» порошка при большой температуре и давлении. В итоге получается однородный материал, прочный по физическим характеристикам и имеющий в своей структуре поры (пустые пространства между гранулами порошка). Это пространство может быть заполнении различными материалами, например графитом, улучшающими скользящие свойства. Цифра в обозначении обычно обозначает количество гранул на единицу объёма (соответственно чем их больше тем гранулы меньше) — материал получается более однородный и прочный. Поры спечённой скользящей лучше насыщаются парафином. Благодаря этому спечённая скользящая поверхность лучше скользит, чем экструзионная когда напарафинена, но при этом хуже скользит без регулярной обработки парафином.

## Виды прогибов сноуборда

### Классический

Классический прогиб

Классический прогиб (также в Российской федерации распространено название camber, что в английской терминологии обозначает вообще любой изгиб (и классический, и обратный)) — такой прогиб сноуборда, когда в ненагруженном состоянии центр приподнимается над краями. Обеспечивает хорошую стабильность на больших скоростях благодаря тому, что лучше загружает края доски в повороте, позволяя избежать поддрифтовываний.

### Обратный

Обратный прогиб

Обратный прогиб (встречается так же название банан, англ. Reverse camber, так же иногда встречается название Rocker(K-2) или «V-Rocker»(Burton) (рус. рокер) — которое является торговой маркой сноубордов с обратным прогибом компании K2, первой выведшей сноуборды с данным видом прогиба на рынок) — такой прогиб сноуборда, когда в ненагруженном состоянии центр опирается на поверхность, а края приподняты. В отличие от классического прогиба не загружает концы доски, что позволяет, например, с большей лёгкостью выполнять трюки на вращение на склоне, держаться на поверхности не укатанного снега. Но при этом такой сноуборд менее стабилен на больших скоростях.

### Смешанные прогибы

Обратный прогиб сноуборда для джиббинга

Вариации обратного прогиба для джиббинга обычно комбинируются с плоской доской для того, чтобы получить более высокую устойчивость на рейлах и других фигурах.

Смешанный прогиб в сочетании с переменным радиусом выреза позволяет влиять на манёвренность.

Смешанный вариант прогиба может использоваться в сочетании с переменным радиусом выреза, что позволяет влиять на радиус поворота в зависимости от угла закантовки доски.

### Другие виды прогибов
| Zero Camber — сноуборд без прогиба             | Zero Camber — сноуборд без прогиба | Zero Camber — сноуборд без прогиба | Zero Camber — сноуборд без прогиба |
| ---------------------------------------------- | ---------------------------------- | ---------------------------------- | ---------------------------------- |
|                                                |                                    |                                    |                                    |
| Perfomance Rocker (Camrock) — смешанный прогиб |                                    |                                    |                                    |
|                                                |                                    |                                    |                                    |
| Powder Rocker — прогиб для фрирайда            |                                    |                                    |                                    |
|                                                |                                    |                                    |                                    |

Так же существуют прогибы по ширине сноуборда, например 3bt технология от компании bataleon.

## Размеры сноуборда

### Длина (ростовка)
Длина сноуборда влияет на:
- Маневренность (то есть как легко спортсмен может поворачивать не прибегая к технике резанного поворота) — чем длиннее доска, тем сложнее быстро изменять направление. Это не относится к технике резаного поворота, так как эта техника предполагает фигурное скоростное катание по дуге бокового выреза доски. Это серьёзная проблема при совершении не карвинговых поворотов, например новичкам или для трюков.
- Стабильность на скорости
  - Из-за своей большей длины и веса они лучше гасят вибрации.
  - Меньше теряют стабильность при внезапных изменениях качества или гладкости снежного покрова, из-за того, что когда происходят такие перемены, удар распределяется по большей длине, в результате чего происходит меньший дисбаланс
- Удержание канта — в основном зависит от стабильности, поэтому у более длинных досок эта характеристика выше.

Распространённое мнение что длину сноуборда следует подбирать по росту является заблуждением. Длина сноуборда обычно подбирается в соответствии с рекомендациями производителя (обычно есть на сайте производителя или на памятке в комплекте), которые он устанавливает в зависимости от:
- Назначения сноуборда — например, сноуборды для фристайла более короткие, чем те, которые предназначены для спусков с подготовленных склонов.
- Массы райдера — так как масса пользователя в поворотах обычно распределяется по полосе снега, на которую давит край доски, то чем больше масса пользователя, тем длиннее полоса должна быть, чтобы сноуборд не срывало.
- Техники катания — при некоторых техниках катания перегрузки доходят до нескольких G, что как и в предыдущем примере с массой, для сохранения стабильности, приводит к необходимости удлинения полосы, на которую давит сноуборд
- Скорости катания — более длинные сноуборды обычно более стабильны на больших скоростях, но менее манёвренны.
- Конструкции сноуборда — разные модели могут иметь различные поверхности соприкосновения со снегом.

Так же выделяют следующие параметры связанные с длиной доски:
- Рабочая длина — это общая длина минус длина загнутого носа и пятки. Доски, у которых отношение рабочей длины к полной меньше, легче управляются на неухоженных трассах (по рыхлому снегу), но хуже при карвинговых поворотах (так как уменьшается длина соприкосновения края доски и склона)
- Эффективная длина канта — это реальная длина канта, измеренная по радиусу бокового выреза. Необходимо понимать, что у двух досок с одинаковой рабочей длиной, но с различными радиусами боковых вырезов будет разная эффективная длина канта.

### Ширина
Ширина талии измеряется поперёк доски в её самой узкой части, обычно указывается в миллиметрах. Чем уже доска, тем быстрее происходит смена канта. Чем доска шире, тем проще кататься по различному ландшафту. Размер ботинок и ширина талии определяет углы стойки, которые тебе придётся использовать. Правильными углами являются углы, при которых носки и пятки располагаются близко к краю доски, не вылезая за доску. На начальной стадии обучения допускаются выступающие носки и пятки, так как углы закантовки доски будут небольшие. Но со временем, с освоением более продвинутых техник катания углы стойки придётся изменить, либо сменить доску на более широкую.
На ширину влияют следующие параметры:
- Ширина сноуборда подбирается таким образом, чтобы обеспечить требуемый угол закантовки доски с используемыми райдером креплениями и ботинками, установленными в соответствии с шириной и углами его стойки. Обычно используемые для карвинга доски имеют бо́льшую ширину, так как должны обеспечивать большой угол закантовки без касания ботинками и креплениями снега (так как это может привести к срыву дуги), с этой целью приобретаются широкие (wide) версии сноубордов. Использование более широкого сноуборда, чем это необходимо, может вызвать сложности с управлением.
- Если сноуборд планируется использовать для езды по рыхлому снегу, его ширина также должна быть увеличенной.

### Боковой вырез

Принцип действия бокового выреза сноуборда

Боковой вырез — это вырез с края доски, кривая выреза часто имеет форму радиуса. На детских сноубордах вырез может быть радиусом примерно 5 метров, в то время, как на гоночных сноубордах, он может составлять 17 метров. Радиус выреза большинства сноубордов составляет 8-9 метров. Радиусы поменьше обычно применяются в сноубордах для хафпайпа, в сноубордах для спусков на скорости и фрирайде применяют вырезы с большим радиусом. У некоторых досок несколько другая форма бокового выреза, например парабола, эллипс, объединение двух и более радиусов или какая-нибудь другая кривая. Переменные радиусы используют тот факт, что при прохождении поворота или выполнении того или иного трюка райдер постоянно переносит вес по доске, на середину, на нос или на хвост. Поэтому в нужный момент начинает работать нужный изгиб, что позволяет более точно входить в поворот или более точно приземлять доску на трюке.
Радиус бокового выреза не равен радиусу дуги поворота. Во время закантовки, боковой вырез позволяет доске согнуться в дугу, которая и будет описывать форму резаного поворота. Чем больше угол закантовки и чем меньше радиус выреза, тем больше доска сгибается и тем меньшего радиуса поворот получается. На двух досках с различным радиусом бокового выреза можно сделать поворот с одинаковым радиусом, но чем больше радиус выреза, тем большая скорость вам потребуется.

### Симметричность
Сноуборды бывают как симметричные, так и асимметричные, как по длине, так и по ширине, симметричность может выражаться как в форме сноуборда, так и во внутренних характеристиках или расположении закладных для креплений.

#### Твин-тип
Твин-тип (или просто Твин, от англ. twin tip - два конца) — сноуборд с одинаковой формой и жесткостью носа и хвоста. Симметричная доска с абсолютно одинаковой конструкцией и формой на обоих концах. Расположение закладных на таком сноуборде симметрично. Эта форма досок была разработана специально для того, чтобы можно было кататься как в нормальной стойке, так и в «свитче».

Твин-тип

#### Направленный твин-тип
Направленный твин-тип (англ. directional twin tip) — внешне выглядит как обычный твин-тип, но обычно одна или несколько характеристик не симметричны, например:
1. Хвост может быть жестче, чем нос
2. расположении закладных для креплений может быть смещено назад
3. Профиль прогиба носовой части может отличаться от хвостовой
4. Сноуборд может иметь нос загнутый немного выше, чем хвост, для того, чтобы проще «всплывать» в рыхлом снегу.
5. Может иметь комбинацию перечисленных выше характеристик

Направленный твин-тип со смещением закладных
Направленный твин-тип с несимметричным профилем

#### Асимметричный твин-тип
Асимметричный твин-тип (англ. asymmetrical twin tip) — отличается от обычного твин-типа только одной деталью — жёсткость или боковой вырез пытаются учитывать анатомические особенности человека (степени свободы подвижности суставов различны при повороте в различные стороны, пяткой труднее отрегулировать степень закантовки с такой же точностью как носком и т. п.) и реальное распределение веса. Большинство из них имеют различные формы выреза со сторон носка и пятки, в то время как некоторые изменяют только жёсткость.

Асимметричный твин-тип

#### Направленный
Направленный (так же англ. directional) — сноуборд различной формой и гибкостью носа и хвоста. Это доски как правило с заданным направлением движения и также с удлиненным носком и более мягкой конструкцией от места для переднего крепления до крайней точки носа. На этих сноубордах закладные для креплений сдвинуты как правило в сторону хвоста. Большинство профессиональных и фрирайд моделей — это доски с направленной формой.

Направленный сноуборд

#### С конусом
Конус — разница между ширинами носа и хвоста, когда хвост уже чем нос доски. Встречается так же обратный конус.

Конус сноуборда

## Сопутствующее снаряжение

### Ботинки

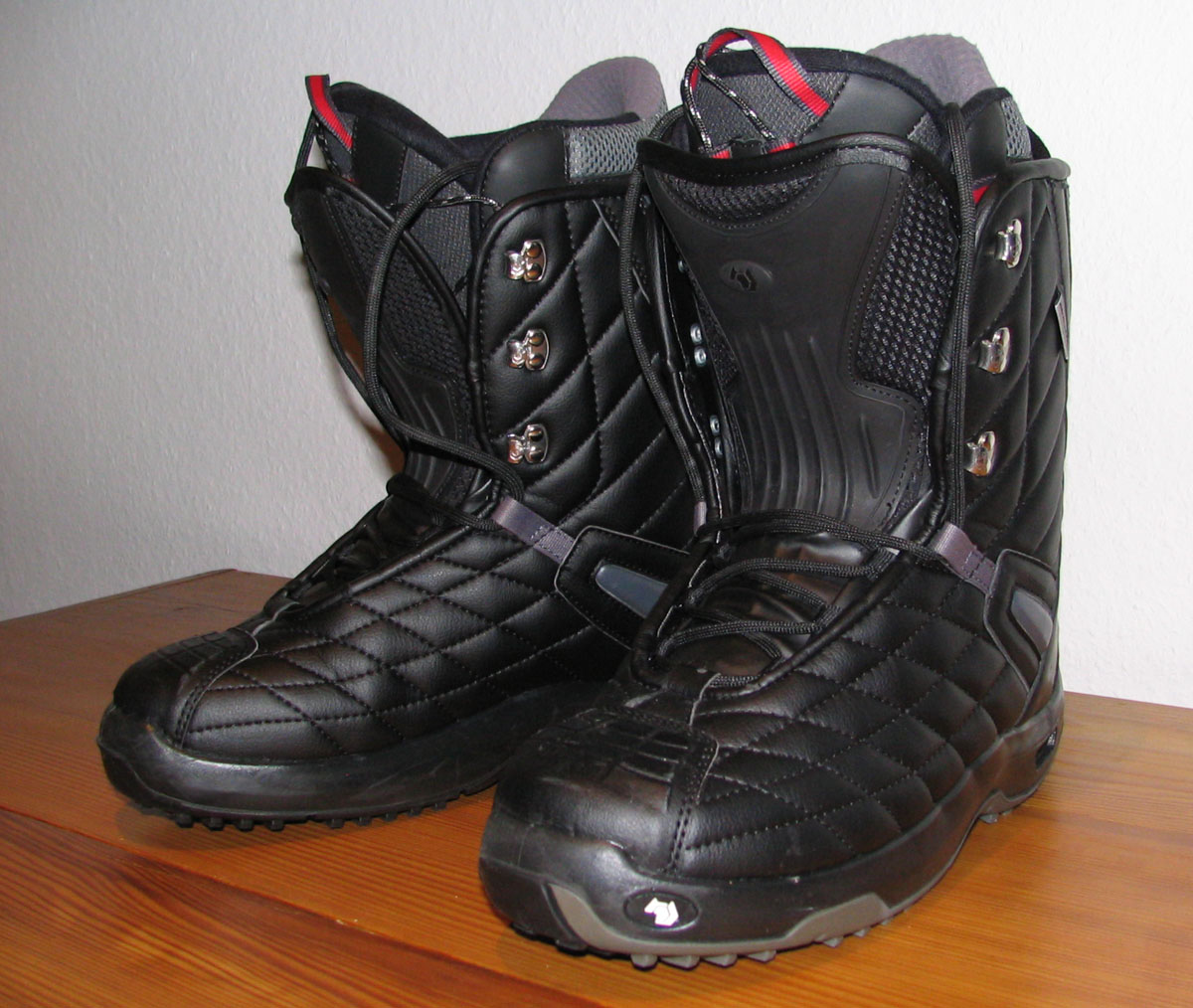
Мягкие сноубордические ботинки

Ботинки для занятий сноубордингом бывают двух основных типов:
- Жесткие ботинки представляют собой конструкцию из наружного пластмассового ботинка и мягкой внутренней части (то есть почти полный аналог горнолыжных ботинок)
- Мягкие ботинки отличаются тем, что внешний ботинок обладает незначительной жесткостью.

### Крепления
Крепления для ног устанавливаются на специальные углубления с резьбой, которые называются «закладными». Количество таких углублений может быть от 2 и более на одно крепление, что обеспечивает нужную регулировку для конкретного стиля катания и для удобства. Существует два основных вида креплений, которые различаются способом фиксации ботинка и механикой.
- Мягкие крепления, состоящие из платформы, крепящейся к сноуборду, и специальных ремней с защёлками, к данному типу креплений подходят любые мягкие ботинки.
- Жесткие крепления. Встречаются:
  - С накидным элементом (лягушки — прилив на пятке ботинка цепляется на скобу на креплении, а на носок ботинка накидывается подвижный элемент, фиксирующий конечное положение). К жестким креплениям подходят только специальные жесткие пластиковые ботинки.
  - С автоматической защёлкой (step-in — прилив на носке ботинка цепляется за скобу на креплении, а пятка, оснащённая подвижными штырями, фиксируется в отверстиях задней части крепления). Step-in креплений не получил большого распространения из-за нареканий по безопасности: есть опасность, что крепления забьются снегом и могут сорваться при катании.

|  |  |  |

### Пластины
В общем случае пластины являются интерфейсами. Основные функции пластин:
- Основной функцией элементарной сноубордической интерфейсной системы является устранение неоднородности прогиба сноуборда под нагрузкой из-за недеформируемости креплений, установленных на сноуборд, в то время как он направляется райдером в резаный поворот[14].
- Подъём креплений, что увеличивает момент веса.
- Позволяет передавать усилие напрямую на кант доски.
- Виброгашение.
- Пластины позволяют уменьшить углы стойки или выбрать доску поуже.
- Людям с большой ногой позволяет использовать, непригодные для них сноуборды (подъём над уровнем сноуборда увеличивает степень закантовки доски).

Сноубордические пластины можно разделить на три категории:
- Активные системы — устраняют неоднородность прогиба, снижают утомляемость спортсменов, улучшает их показатели и многое другое[14]. На данный момент из-за высокой стоимости в любительском спорте практически не используются.
- Полуактивные системы — полуактивные системы позволяют в какой-то мере устранять мёртвые зоны, используя материалы, устраняющие вибрации и позволяющие доске частично деформироваться под креплениями в дуге. Большинство пластин в этой категории склонны к перегрузке системы закладных, ухудшению характеристик доски и целостности сердечника[14][15][16].
- Пассивные системы — являются не чем иным, как обычными проставками, и работают они, в основном, в роли рычагов[14][17]

## Стойка
Под стойкой понимается положение, поворот и настройка креплений на поверхности сноуборда, что в свою очередь определяет положение спортсмена на доске. Стойки подбираются с учётом:
- Индивидуальных особенностей райдера — стойка должна учитывать физиологию райдера и подбирается с учётом индивидуальных предпочтений.
- Стиля катания — например, для фристайла с использованием вращений и катания в свитче практичнее использовать разнонаправленную стойку.
- Используемого снаряжения — например, узкие доски накладывают жёсткие ограничения на угол поворота креплений, как и мягкий комплект не позволит использовать сильно направленную стойку.

### По направлению движения
Общепринято деление спортсменов на:
- «Регуляр» (англ. regular — обычный), ставящих вперед левую ногу
- «Гуфи» (англ. goofy — бестолковый), ставящих вперед правую, как в скейтбординге.

Такая терминология, однако, вовсе не означает, что одна стойка является правильной, а другая нет, или даже что «регуляров» в общем больше, чем «гуфи». Каждый спортсмен с течением времени находит стойку, наиболее подходящую для него; некоторые не относят себя ни к тем, ни к другим и постоянно меняют стойки.
Способы определения ведущей ноги (данные способы не являются правилом, просто упрощают процесс обучения, так как позволяют использовать для обучения уже выработанные рефлексы, по ходу обучения возможна смена, в зависимости от ощущений райдера):
- Для задней больше подходит та нога, которой вы пинаете мяч или выбиваете дверь, для передней — с которой совершаете прыжок.
- Та нога, которой Вы первой скользите по замёрзшей луже — скорей всего для вас является ведущей.

### По углу поворота креплений
Стойка определяется углом поворота креплений относительно длины сноуборда. Прямой угол относительно длины доски принимается за ноль градусов. Положительными считаются такие углы, при которых носок повернут в стороны движения; если носок повернут в обратную сторону, угол считается отрицательным. Передняя нога обычно не ставится под отрицательным углом, так как в этом случае ездок двигается спиной вперед. Задняя нога может ставиться как под положительным, так и под отрицательным углом, в зависимости от цели спортсмена.
Углы поворота креплений сноубордист выбирает в соответствии с задачей и исходя из личных предпочтений.
- Прямая стойка популярна среди начинающих, ещё не совсем определившихся, в какую сторону ехать, райдеров или желающих иметь жесткую стойку при езде в прямом и обратном направлениях. Обе ноги при этом ставятся поперёк доски, то есть углы устанавливаются примерно в 0°. Конечно, на практике, эти углы редко бывают нулевыми, в связи с особенностями строения ног, что, в свою очередь, ведёт к автоматическому переходу в стойку дак-фут. Также необходимо помнить, что излишнее вывешивание носков ботинок за края доски, неизбежно приведёт к касанию склона, что обычно влечёт за собой падение.
- Утиная стойка или Дак-фут (англ. Duck stance,  Duck foot) полезна для трюков, потому что предполагается симметричное расположение ног райдера, относительно центра доски. В общем случае, ноги в этой стойке не обязательно развернуты на одинаковый угол. Задняя нога просто должна быть развернута на угол, меньший нуля. Таким образом, ездок может менять направление движения в любой момент. Такая смена стойки во время движения называется финт (иногда «перехват») (англ. fakie, switch — финт, переключение).
- Направленная подходит в большинстве случаев, передняя нога повернута примерно на угол от 15° до 21°, а задняя — на угол от 0° до 10°. Эта стойка обычно рекомендуется инструкторами; стабильность такой стойки отмечается также в некоторых боевых искусствах. С другой стороны, баланс спортсмена значительно отличается при езде в стойке, обратной основной. Это можно скомпенсировать, научившись ездить задом наперед в этой стойке, либо выбрав другую стойку, такую как стойка «враскоряку» или прямая.
- Карвинговая стойка, сильно направленная, также иногда альпайн (калька с англ. alpine — альпийский, высокогорный) передняя нога развернута на угол до 90°, задняя обычно несколько меньше. Используется спортсменами и фрикарверами на жестком оборудовании.

Стойка должна позволять осуществлять полный присед без дискомфорта в суставах на всей амплитуде движения.
Следует помнить, что приведенные углы никак не стандартизированы, и ездок сам с течением времени подбирает себе углы для каждой из возможных стоек.